# CXCL16
CXCL16 (англ. C-X-C motif chemokine ligand 16) – білок, який кодується однойменним геном, розташованим у людей на 17-й хромосомі. Довжина поліпептидного ланцюга білка становить 254 амінокислот, а молекулярна маса — 27 579.
| 10         |  | 20         |  | 30         |  | 40         |  | 50         |
| ---------- |  | ---------- |  | ---------- |  | ---------- |  | ---------- |
| MGRDLRPGSR |  | VLLLLLLLLL |  | VYLTQPGNGN |  | EGSVTGSCYC |  | GKRISSDSPP |
| SVQFMNRLRK |  | HLRAYHRCLY |  | YTRFQLLSWS |  | VCGGNKDPWV |  | QELMSCLDLK |
| ECGHAYSGIV |  | AHQKHLLPTS |  | PPISQASEGA |  | SSDIHTPAQM |  | LLSTLQSTQR |
| PTLPVGSLSS |  | DKELTRPNET |  | TIHTAGHSLA |  | AGPEAGENQK |  | QPEKNAGPTA |
| RTSATVPVLC |  | LLAIIFILTA |  | ALSYVLCKRR |  | RGQSPQSSPD |  | LPVHYIPVAP |
| DSNT       |  |            |  |            |  |            |  |            |

A: Аланін

C: Цистеїн

D: Аспарагінова кислота

E: Глутамінова кислота

F: Фенілаланін

G: Гліцин

H: Гістидин

I: Ізолейцин

K: Лізин

L: Лейцин

M: Метіонін

N: Аспарагін

P: Пролін

Q: Глутамін

R: Аргінін

S: Серин

T: Треонін

V: Валін

W: Триптофан

Кодований геном білок за функцією належить до цитокінів. 
Задіяний у такому біологічному процесі, як хемотаксис. 
Локалізований у клітинній мембрані, мембрані.
Також секретований назовні.